# 1-ja Pieriewierziewka
1-ja Pieriewierziewka, także Pierwaja Pieriewierziewka (ros. 1-я Переверзевка, Первая Переверзевка) – wieś (ros. деревня, trb. dieriewnia) w zachodniej Rosji, w sielsowiecie wysokskim rejonu miedwieńskiego w obwodzie kurskim.

## Geografia
Miejscowość położona jest nad Rieutem (lewy dopływ Sejmu), 6,5 km od centrum administracyjnego sielsowietu (Wysokoje), 13 km na północny zachód od centrum administracyjnego rejonu (Miedwienka), 35 km na południowy zachód od Kurska, 12,5 km od drogi magistralnej (federalnego znaczenia) M2 «Krym».
We wsi znajduje się 37 posesji.
Klimat
Miejscowość, jak i cały rejon, znajduje się w strefie klimatu kontynentalnego z łagodnym ciepłym latem i równomiernie rozłożonymi opadami rocznymi (Dfb w klasyfikacji klimatów Köppena).

## Demografia
W 2010 r. wieś zamieszkiwało 71 osób.